# Hans Kloss
Hans Kloss is een videospel dat werd uitgegeven door L.K. Avalon. Het spel kwam in 1992 uit voor de Commodore 64 en de Atari (8 bit). Op de commodore is het spel ontwikkeld door Janusz Dabrowski. Hij maakte ook de muziek. Het platformspel is gebaseerd op de Poolse televisieserie Stawka Większa niż Życie. Een geheim-agent moet infiltreren in een nazi-basis en geheime plannen stelen. De geheim-agent moet liften bedienen en met sleutels deuren open maken. Het spel kan door maximaal één persoon gespeeld worden.

## Platforms
| Jaar | Platform     |
| ---- | ------------ |
| 1992 | Atari 8-bit  |
| 1993 | Commodore 64 |

## Ontvangst
| Beoordeeld door       | Jaar | Platform     | Score |
| --------------------- | ---- | ------------ | ----- |
| Top Secret            | 1992 | Atari 8-bit  | 80%   |
| Retroage              | 2011 | Atari 8-bit  | 77%   |
| Retroage              | 2011 | Atari 8-bit  | 77%   |
| Polski Portal Amigowy | 2008 | Commodore 64 | 60%   |